# Ileum

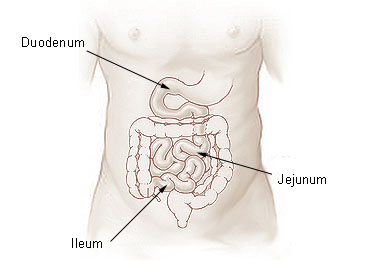
Die Teile des Dünndarms

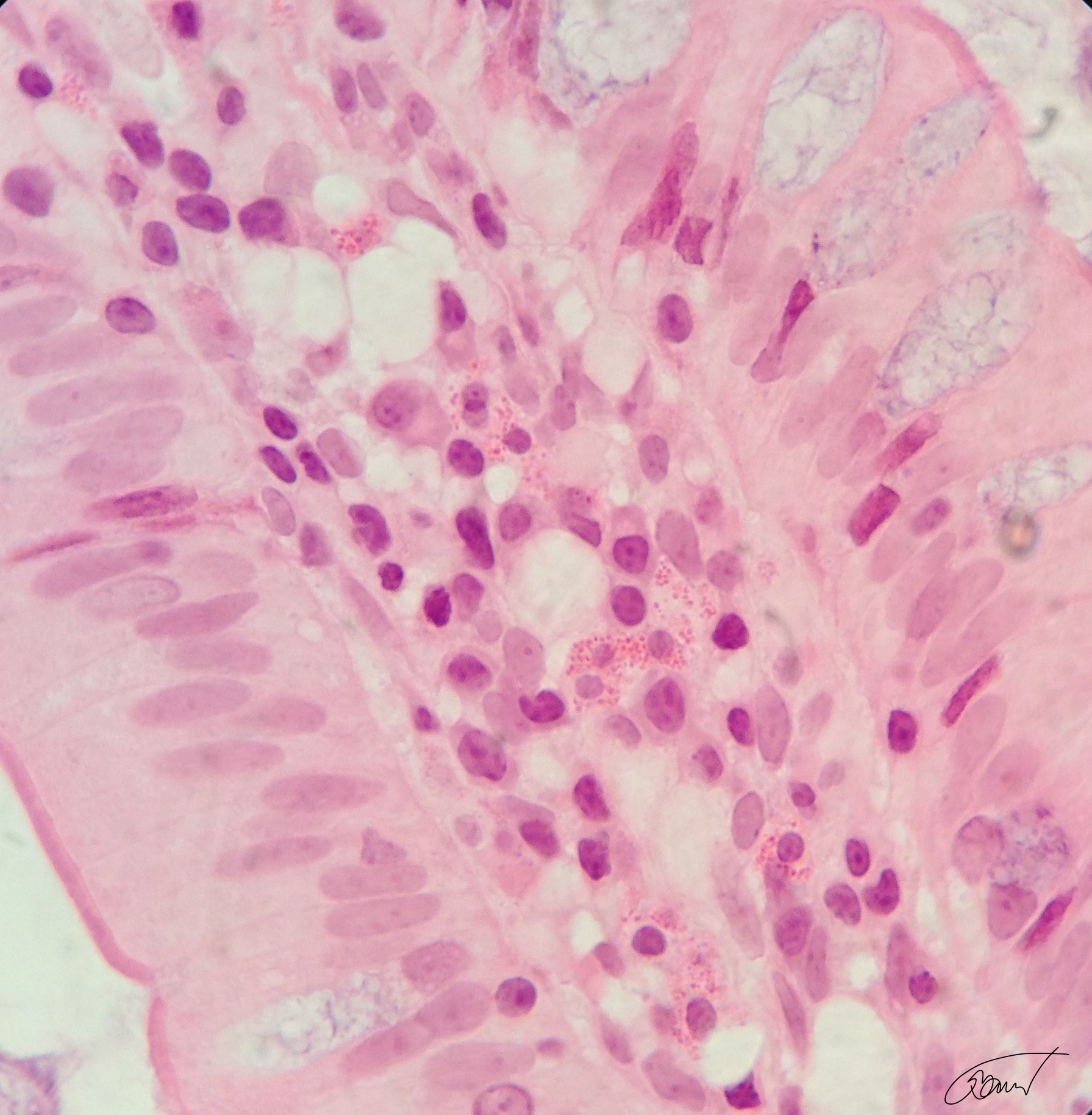
Histologisches Präparat einer Zotte des Ileums (100×)

Das Ileum (deutsch: Krummdarm oder Hüftdarm, von lateinisch ile ‚Darm‘) ist jener Teil des Dünndarms, der dem Jejunum („Leerdarm“) folgt, ohne dass hier eine genaue Grenze gezogen werden könnte, und letztlich über das Ileum terminale mit der Ileozäkalklappe (Bauhinsche Klappe, Dickdarmklappe) in den Dickdarm mündet. Es handelt sich somit um den dritten Abschnitt des Dünndarms. Im Ileum wird unter anderem Vitamin B12 (Cobalamin) mit Hilfe des intrinsischen Faktors resorbiert.

## Ileum des Menschen
Das Ileum macht die letzten etwa 60 % der gesamten Dünndarmlänge aus und ist damit bei Erwachsenen bis zu 3 m lang. In diesem Dünndarmabschnitt verschwinden die Zotten und Falten, die für das Jejunum typisch sind, allmählich. Dafür treten vermehrt Ansammlungen von Lymphfollikeln auf, die sich in der, dem Mesenterialansatz gegenüberliegenden, Darmwand befinden und als Peyer-Plaques oder Folliculi lymphatici aggregati – eben als zusammenliegende Lymphfollikel – bezeichnet werden.
Bei etwa 1–3 % aller Menschen kann etwa 40 bis 100 cm vor dem Eintritt des Ileums in den Dickdarm eine Ausstülpung des Ileums als Meckel-Divertikel – ein Rest des Dottergangs (Ductus omphaloentericus) – vorhanden sein.

## Ileum des Pferdes
Beim Pferd ist das Ileum etwa 70 cm lang, bei Kontraktion der Längsmuskelschicht kann es sich aber stark verkürzen. Es mündet in die kleine Krümmung des Blinddarmkopfes. Seine Mündung, das Ostium ileale, liegt auf einer Schleimhauterhebung, der Papilla ilealis. Die Muskulatur der Darmwand bildet hier einen Schließmuskel, den Musculus sphincter ilei. Dieser unterbindet den Rückstrom von Gasen und Darminhalt in den Dünndarm. Der Schließmuskel wird dabei von Venengeflechten unter der Schleimhaut unterstützt.